# Frederick Kelly
Frederick („Fred”) Warren Kelly (ur. 12 września 1891 w Beaumont w Kalifornii, zm. 7 maja 1974 w Medford w Oregonie) – amerykański lekkoatleta płotkarz, mistrz olimpijski.
Jako student University of Southern California zakwalifikował się do reprezentacji Stanów Zjednoczonych w biegu na 110 metrów przez płotki na Igrzyska Olimpijskie w 1912 w Sztokholmie. Tam najpierw dostał się do finału, a następnie zwyciężył w nim przed kolegą z reprezentacji Jamesem Wendellem w czasie 15,1 s. Na tych samych Igrzyskach Kelly wystąpił w baseballu, który był dyscypliną pokazową.
Zdobył mistrzostwo USA (AAU) w biegu na 120 jardów przez płotki w 1913 oraz wicemistrzostwo w 1916 i 1919. Po zakończeniu kariery lekkoatletycznej pracował jako pilot linii Western Airlines.

## Rekord życiowy
źródło:
- 110 m ppł – 14,6 s. (1916)